# Сейсмічність Філіппін

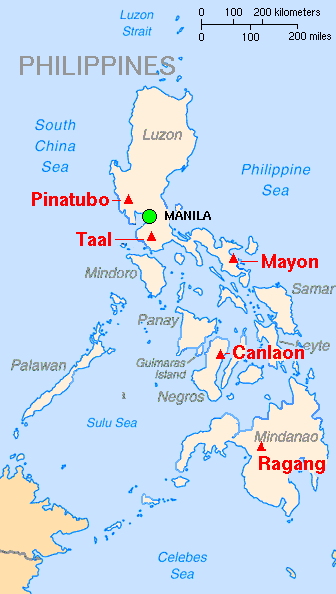
Основні вулкани Філіппін

Територія Філіппін характеризується високою сейсмічністю.

## Загальна характеристика
На Філіппінах регулярно відбуваються землетруси та виверження вулканів через те, що країна розташована на тихоокеанському «вогняному колі» — дузі сейсмічних розломів навколо океану.
Найбільший рівень сейсмічності спостерігається вздовж східного узбережжя центральної та південної частин архіпелагу і пов'язаний з сейсмофокальним шаром, що падає на заході до глибини 700 км від глибоководного жолоба.
У 3 рази нижче рівень сейсмічності в зоні, що обмежує острів Лусон з заходу, потім діагонально перетинає архіпелаг і переходить до східного узбережжя острова Мінданао.
Третя зона (її рівень ще в 1,5 раза нижче) обмежує архіпелаг з півдня і південного заходу.
Магнітуда землетрусів на Філіппінах досягає 8,3 балів.

## Землетруси XXI століття

### 2023
25 червня 2023 року, у Філіппінах стався сильно помірний (за шкалою інтенсивності МSK-64) землетрус, епіцентр якого був розташований на південний захід від столиці країни Маніли. За даними Геологічної служби США (USGS), землетрус магнітудою 6,2 балів за (шкалою Ріхтера) стався поблизу міста Хукай з гіпоцентром приблизно на глибині 120 км під поверхнею Землі. Повідомлень про серйозні руйнування або жертви — не надходило.
13 жовтня 2023 року, о 8:24 ранку (за місцевим часом), за даними Геологічної служби США (USGS), в провінції Батангас, за 100 км на південь від столиці Філіппін, стався помірний (за шкалою інтенсивності МSK-64) землетрус магнітудою 5,2 балів (за шкалою Ріхтера). Землетрус призвів до зупинки руху поїздів.
17 листопада 2023 року, на острові Мінданао стався сильний (за шкалою інтенсивності МSK-64) землетрус магнітудою 7,2 балів (за шкалою Ріхтера). Згідно з повідомленням Сіньхуа з посиланням на Філіппінський інститут вулканології та сейсмології, землетрус стався з гіпоцентром на глибині 10 км, приблизно за 30 км на південний захід від міста Сарангані.
2 грудня 2023 року, о 22:37 (за місцевим часом), поблизу узбережжя острова Мінданао стався  сильний (за шкалою інтенсивності МSK-64) землетрус магнітудою щонайменше 7,6 балів (за шкалою Ріхтера). Згідно з повідомленням агентства Reuters, попередження про хвилі цунамі щонайменше в 1 метр заввишки у деяких районах країни та на південному заході Японії було оголошено евакуацію. Центр попередження про цунамі США заявив, що вздовж узбережжя Філіппін хвилі подекуди можуть сягати трьох метрів, хоча згодом повідомив, що ризику цунамі немає. За даними Європейського середземноморського сейсмологічного центру (EMSC), землетрус стався з гіпоцентром на глибині 63 км (за даними USGS — на глибині — 32,8 км). Цей район також постраждав від понад двох десятків афтершоків, найбільший з яких був магнітудою 6,5 балів (за шкалою Ріхтера). У оновленому звіті, опублікованому 3 грудня 2023 року, Філіппінський інститут вулканології та сейсмології повідомив, що до ранку наступного дня було зафіксовано понад 500 підземних поштовхів, деякі магнітудою понад 5 та 6 балів (за шкалою Ріхтера). Землетрус забрав життя щонайменше однієї людини, постраждали ще двоє осіб.
5 грудня 2023 року, о 16.24 (за місцевим часом), на південь від столиці Філіппін стався сильно помірний (за шкалою інтенсивності МSK-64) землетрус магнітудою 5,9 балів (за шкалою Ріхтера). Згідно з даними Інституту сейсмології країни в Південно-Східній Азії, епіцентр стихійного лиха був розташований на схід від провінції Західний Міндоро. У столиці Філіппін місті Манілі була здійснена евакуація працівників законодавчих будівель, а Департамент транспорту — зупинив рух усіх поїздів в системі надземної залізниці міста.

### 2024
10 лютого 2024 року, об 11:22 ранку (за місцевим часом), за даними Німецького науково-дослідного центру геонаук (GFZ), у регіоні острова Мінданао на півдні Філіппін стався помірний (за шкалою інтенсивності МSK-64) землетрус магнітудою 5,6 балів (за шкалою Ріхтера). Гіпоцентр землетрусу знаходився на глибині 10 км. Своєю чергою, Філіппінське сейсмологічне агентство зафіксувало інші показники, заявивши, що це був землетрус магнітудою 5,9 балів (за шкалою Ріхтера) з гіпоцентром на глибині 27 км. Епіцентр землетрусу знаходився приблизно за 150 км на північ від місця нещодавнього зсуву ґрунту в цьому районі. Повідомлень про постраждалих або руйнування внаслідок землетрусу наразі не надходило.
11 липня 2024 року на філіппінському острові Мінданао стався сильно помірний (за шкалою інтенсивності МSK-64) землетрус магнітудою 6,7 балів (за шкалою Ріхтера). За повідомленням агентства Reuters, з посиланням на дані Німецького науково-дослідного центру геонаук (GFZ), гіпоцентр підземних поштовхів залягав на глибині 630 км.